# Fédération mauritanienne des jeux d'échecs
La Fédération mauritanienne des jeux d'échecs (FEMJE) est l'organisme qui a pour but de promouvoir la pratique des échecs en Mauritanie. Le siège de la fédération est situé dans la moughataa du Ksar à Nouakchott.
Affiliée à la Fédération internationale des échecs depuis 1975, la FEMJE est également membre de l'Association internationale des échecs francophones.